# توماس كروزه
توماس كروزه (بالألمانية: Thomas Kruse)‏ هو لاعب كرة قدم ألماني، ولد في 7 سبتمبر 1959 في ركلنهاوزن في ألمانيا. شارك مع منتخب ألمانيا الوطني لكرة القدم تحت 15 سنة ‏ ومنتخب ألمانيا لكرة القدم تحت 18 سنة ومنتخب ألمانيا تحت 21 سنة لكرة القدم. أما مع النوادي، فقد لعب مع شالكه 04.

## وصلات خارجية
- توماس كروز على موقع قاعدة بيانات كرة القدم.إي يو (الإنجليزية)
- توماس كروز على موقع بيانات كرة القدم. دي إي (الألمانية)